# Phyllochoreia westwoodi
Phyllochoreia westwoodi är en insektsart som beskrevs av Bolívar, C. 1930. Phyllochoreia westwoodi ingår i släktet Phyllochoreia och familjen Chorotypidae.

## Underarter
Arten delas in i följande underarter:
- P. w. westwoodi
- P. w. fenestrata